# Snaphane
Snaphane var i 1600-tallet betegnelse for en 'hurtig' type flintlåshane på de bøsser, som de danske (skånske) frihedskæmpere benyttede i deres partisankrig. Når man gør en bøsse klar, spænder man hanen. I overført betydning blev betegnelsen også brugt om irregulære tropper (partisaner), der ikke kæmpede i den regulære danske hær.

## Snaphanelåsen
Snaphanelåsen blev opfundet i 1500-tallet i Spanien og bestod af låseblik, pande, batteri med fjeder, hane med hanefod, slagfjeder og en aftrækkerstolpe, der kan bevæge sig ud og ind gennem et udsnit i låseblikket ved hjælp af en aftrækker. Batteriet var riflet og frembragte gnister, når svovlkiset ramte, hvorved batteriet blev slået tilbage og åbnene panden med fængkrudtet. Snaphanelåsen var lettere at spænde og tændte sikrere end hjullåsen, men den kunne ikke afløse luntelåsen, som ofte anbragtes sammen med den.

## "Snaphane"
Benævnelsen "snaphane" blev første gang anvendt om de "holstenske frie knægte", der blev rekrutteret i Ditmarsken af amtmand Jesper von Buchwald i Holsten under Torstensson-krigen, da oberst Carl Gustaf Wrangel (kaldet "Gale Wrangel") hærgede i Jylland. Snaphanerne førte partisankrig og generede svenskerne ved at overfalde deres transporter og forsyninger. Snaphanerne blev kendt for vildhed og for råhed, blandt andet skal de have skåret næserne af svenske soldater.

## Hvervede partisaner
Snaphanepistoler blev brugt af danske friskytter og frihedskæmpere i Skåne og på Sjælland under kampene mod de svenske besættere under 1600-tallets krige. Betegnelsen blev anvendt nedsættende af svenskerne om disse frihedskæmpere, de ikke mente var en del af den danske hær. Snaphanerne var imidlertid hvervet af den danske konge – netop med henblik på at gøre svenskerne "afbræk". Således oprettede Svend Poulsen Gønge i 1657 et regulært kompagni på ti officerer og 49 menige dragoner, der aflagde faneed til Frederik 3.
Svend Poulsen fik 500 rigsdaler til hvervningen, og kompagniet fik krudt og bly fra Helsingborg.
Snaphanernes modstand mod svenske styrker under Den Skånske Krig kaldes snaphanekrigen. Efter den danske generobring af Skåne i 1676 blev Landskrone Citadel omdannet til mønstringskontor for de mange skånske mænd, der ville gå med i den danske hær. Men i Skånes nordlige egne (nærmere mod Sverige) var det ofte nemmere at danne partisanafdelinger på egen hånd. Derfor benævnes især det nordøstskånske Gønge ("Göinge") stadig som "Snapphanebygden" på svensk. Og selv hvis ordet "snaphane" oprindelig var nedsættende, er det i dag på ingen måde ment nedsættende. Slet ikke lokalt, i og omkring byer som Hässleholm, Broby og Osby.

## I skønlitteraturen
Snaphanebenævnelsen har overlevet til nyere tid og fået et romantisk skær – især på grund af Carit Etlars bøger om Gjøngehøvdingen.